# 背纹双锯鱼
背纹双锯鱼（学名：Amphiprion akallopisus）为輻鰭魚綱鱸形目隆頭魚亞目雀鲷科双锯鱼属的鱼类。

## 分布
本魚分布于印度西太平洋區，包括塞席爾群島、馬達加斯加、葛摩、安达曼群岛、印度尼西亚、菲律宾以及南海诸岛等海域。

## 深度
水深3至25公尺。

## 特徵
本魚體側扁，口小。體色為淺橙色，從頭頂至尾柄有一條白色細縱帶，背鰭硬棘8至9枚；背鰭軟條17至20枚；臀鰭硬棘2枚；臀鰭軟條12至14枚，體長可達11公分。

## 生態
本魚棲息在珊瑚礁區，海葵共生，是先熟雌雄同體，在宿主海葵內維持著一個等級制度，由交配對（其中雌性最大）和非交配雄性（體型逐漸變小）組成。繁殖期時及具有領域性，屬肉食性，以小型無脊椎動物為食。據研究，本種魚會利用聲音來保衛自己的領地，雌魚會透過發出聲音來保護海葵，並在其他魚類試圖進入時進行身體衝鋒，其表現出三種不同類型的聲音：爆裂聲、短鳴聲和長鳴聲，根據遭遇的類型和持續時間而使用，這也可能因地點而異。

## 經濟利用
為高經濟價值的觀賞魚。

## 扩展阅读
維基物種上的相關：背纹双锯鱼